# Chasmina basiflava
Chasmina basiflava är en fjärilsart som beskrevs av Holloway 1979. Chasmina basiflava ingår i släktet Chasmina och familjen nattflyn. Inga underarter finns listade i Catalogue of Life.